# جان سوانسون
جان سوانسون (انگلیسی: John Swanson؛ زادهٔ ۱۹۵۳) کارآفرین، مدرس دانشگاه، نیکوکار و مدیر اجرایی اهل ایالات متحده آمریکا است، که در سال ۱۹۷۰ شرکت انسس را تأسیس کرد. این شرکت سازنده طیف گسترده‌ای از نرم‌افزارهای مهندسی و شبیه‌سازی می‌باشد. سوانسون از اعضای آکادمی ملی مهندسی نیز می‌باشد.